# Atentado contra la iglesia de San Pedro y San Pablo
El 11 de diciembre de 2016, un atacante suicida asesinó a al menos 29 personas e hirió a otras 47 en la iglesia de San Pedro y San Pablo (comúnmente conocida como El-Botroseya), una capilla junto a la catedral Ortodoxa Copta de San Marcos, sede del papa de la Iglesia ortodoxa copta, en el distrito de Abbassia en El Cairo. El presidente de Egipto, Abdelfatah Al-Sisi, el lunes identificó al atacante como Mahmoud Shafiq Mohammed Mustafa, un chico de 22 años, que llevaba un chaleco bomba. Al-Sisi informó de que tres hombres y una mujer habían sido arrestados en conexión al ataque; otros dos estaban siendo buscados. Estado Islámico reclamó la autoría del ataque. Esta fue la primera vez que la iglesia había sido atacada.

## Ataque
La explosión ocurrió sobre las 10:00 AM en el distrito Abbasia de El Cairo. La agencia de noticias MENA informó inicialmente de que un asaltante había puesto un dispositivo en una capilla cerca de las instalaciones del complejo de la iglesia. En esos momentos los funcionarios de seguridad no sabían si era un ataque suicida o un dispositivo a control remoto, que creían que habría sido uno grande.
El dispositivo, según informes, contenía 12 kilogramos (26,5 lb) de TNT. Una fuente no identificada de la iglesia le dijo a un reportero de Nile TV que la bomba fue lanzada dentro del pasillo de la catedral, adyacente a la entrada del edificio.
La catedral de San Marcos es patrullada constantemente por personal de seguridad. Mientras que los funcionarios de seguridad no conocían el género del atacante, algunos medios de comunicación especulaban con que el asaltante era una mujer ya que la mayoría de las víctimas eran mujeres y niños.

## Consecuencias
Los caminos que conducían al sitio fueron bloqueados, después de que llegaran grandes contingentes de las fuerzas de seguridad. Ellos acordonaron la zona y comenzaron a inspeccionar el recinto de la iglesia y las cámaras de seguridad. El Ministerio de Sanidad envió 14 ambulancias al lugar para ayudar a los heridos.
Las víctimas fueron llevadas a los hospitales cercanos de Demerdash y Dar al-Shifa. El gobierno puso al Aeropuerto Internacional de El Cairo y al sistema de transportes de la ciudad en alerta, una medida que incluía un estado de emergencia en la red de metro de El Cairo, reforzando los protocolos de seguridad en las puertas de cada estación. El primer ministro, Sherif Ismail, y el jefe de seguridad de El Cairo, el general Khaled Abdel-Aal, visitaron el lugar de los hechos. El fiscal general, Nabil Ahmed Sadeq, ordenó al departamento de Seguridad Nacional que iniciase una investigación.
El portavoz del gabinete, Ashraf Sultan, describió el incidente como un ataque «terrorista», y negó ciertos informes de prensa sobre la supuesta dimisión del ministro del interior, Magdy Abdel Ghaffar, afirmando que Ghaffar había asistido a una reunión ministerial para discutir el incidente. Sultan también destacó que las figuras de los medios de comunicación deberían tener más cuidado al cubrir los eventos. El Ministerio del Interior dijo que estaba investigando a miembros de la unidad de policía que fue asignada al complejo de la iglesia.
El 26 de diciembre de 2016 el cuerpo de ingenieros del ejército de Egipto declaró que habían completado el 80 % de la restauración de la iglesia y que esperaban tener la iglesia preparada para el 7 de enero, cuando los cristianos coptos celebran la Navidad.

## Perpetradores
El presidente Abdelfatah Al-Sisi el lunes, 12 de diciembre, identificó al atacante como Mahmoud Shafiq Mohammed Mustafa de 22 años. Al-Sisi declaró que tres hombres y una mujer habían sido detenidos en relación con el ataque; se estaba buscando a otros dos. El 13 de diciembre el Estado Islámico reclamó la responsabilidad en Amaq. Sin embargo, el ministro del Interior oficial, Tarek Attia, dijo que el atacante suicida había sido arrestado en 2014 en la provincia de Fayún, al sudoeste de El Cairo, por ser miembro de los Hermanos Musulmanes, ilegales en Egipto.